# Elecciones generales de Palaos de 1992
Las quintas elecciones generales de Palaos se llevaron a cabo en 1992. Fueron las primeras elecciones realizadas después de la reforma constitucional de la administración de Ngiratkel Etpison, que incluía la posibilidad de un balotaje en las elecciones presidenciales y vicepresidenciales si ninguno de los candidatos obtenía mayoría absoluta, reforma que se debió a la propia victoria excesivamente ajustada de Etpison. La primera vuelta se llevó a cabo el 22 de septiembre, mientras que la segunda vuelta y las elecciones legislativas se realizaron el 5 de noviembre. Fueron también las primeras elecciones en las que el presidente saliente terminó su presidencia con vida, puesto que Haruo Remeliik y Lazarus Salii, los otros dos presidentes directamente electos, habían muerto de forma violenta (uno asesinado y otro por suicidio respectivamente) en pleno ejercicio de sus mandatos, aunque Remeliik ya había completado un mandato constitucional, siendo reelegido un año antes de su muerte.
Todos los candidatos a todos los cargos se presentaron como independientes, debido a la intexistencia de partidos políticos en el país. El resultado de la primera vuelta, como era de esperarse, fue muy estrecho y dio una pequeña victoria a Johnson Toribiong, por menos de 135 votos por encima de Kuniwo Nakamura. En la segunda vuelta, Nakamura venció a Toribiong también por un diminuto margen del 1.7%, convirtiéndose en el primer presidente de Palaos elegido por balotaje. Thomas Remengesau, Jr. ganó las elecciones vicepresidenciales, también teniendo que recurrir a la segunda vuelta. La participación electoral fue del 74.3% en las elecciones presidenciales del 22 de septiembre y del 83.9% el 4 de noviembre, y del 83.2% para las elecciones legislativas.

## Resultados

### Presidenciales
| Candidato                | Primera vuelta | Primera vuelta | Segunda vuelta | Segunda vuelta |
| Candidato                | Votos          | %              | Votos          | %              |
| ------------------------ | -------------- | -------------- | -------------- | -------------- |
| Johnson Toribiong        | 3.191          | 37.9           | 4.707          | 49.3           |
| Kuniwo Nakamura          | 3.138          | 37.3           | 4.841          | 50.7           |
| Ngiratkel Etpison        | 2.089          | 24.8           |                |                |
| Votos en blanco/anulados | 93             | -              | 154            | -              |
| Total                    | 8.511          | 100            | 9.702          | 100            |
| Fuente: Nohlen et al.    |                |                |                |                |

### Vicepresidenciales
| Candidato                | Primera vuelta | Primera vuelta | Segunda vuelta | Segunda vuelta |
| Candidato                | Votos          | %              | Votos          | %              |
| ------------------------ | -------------- | -------------- | -------------- | -------------- |
| Thomas Remengesau, Jr.   | 2.832          | 33.9           | 4.805          | 51.7           |
| Sandra Pierantozzi       | 2.038          | 24.4           | 4.485          | 48.3           |
| Minoru Ueki              | 1.861          | 22.3           |                |                |
| Moses Uludong            | 1.632          | 19.5           |                |                |
| Votos en blanco/anulados | 148            | -              | 412            | -              |
| Total                    | 8.511          | 100            | 9.702          | 100            |
| Fuente: Nohlen et al.    |                |                |                |                |